# Apeadero Santa Sofía
Santa Sofía es un apeadero ferroviario ubicado en la localidad de Bosques, en el partido de Florencio Varela, Provincia de Buenos Aires, Argentina.

## Servicios
Forma parte de la Línea General Roca, siendo un centro de transferencia intermedio del servicio diésel metropolitano que se presta entre las estaciones Bosques y Juan María Gutiérrez.
Los servicios son prestados por Trenes Argentinos Operadora Ferroviaria.

## Infraestructura
Posee dos andenes elevados utilizados actualmente por formaciones diésel con puertas automáticas, en carácter provisorio hasta la habilitación del servicio eléctrico.
Ambas plataformas se encuentran separadas por la calle que le da nombre a la estación, Santa Sofía.
En 1999 se inauguró la estación bajo concesión de Metropolitano con un tren por hora hasta el 2008, cuando UGOFE elevó los andenes y los trenes empezaban a llegar hasta Plaza Constitución con una frecuencia de cada 48 minutos. Ése cronograma duró hasta el 13 de diciembre de 2014 cuando Argentren dispuso que todos los trenes lleguen hasta Gutiérrez, haciendo que la frecuencia sea de cada 24 minutos. A partir de 2018 pasó a estar bajo control del estado nacional junto con toda la Línea Roca. 
Actualmente el servicio se presta con un tren cada hora, entre Bosques - Gutiérrez con una locomotora y tres coches.

## Diagrama
| Plataforma Norte |                                                                |
| Vía 1            | Trenes a Gutiérrez provenientes de Bosques (próxima Gutiérrez) |
| Vía 2            | Trenes a Bosques provenientes de Gutiérrez (próxima Bosques)   |
| Plataforma Sur   |                                                                |